# Yastıkaya, Halkapınar
Yastıkaya là một xã thuộc huyện Halkapınar, tỉnh Konya, Thổ Nhĩ Kỳ. Dân số thời điểm năm 2011 là 169 người.